# Паттисон, Мэтти
Мэттью (Мэтти) Паттисон (англ. Matthew "Matty" Pattison; 27 октября 1986, Йоханнесбург) — южноафриканский футболист, полузащитник. Ранее играл за «Ньюкасл Юнайтед» и «Норвич Сити».

## Карьера
Профессиональная карьера Мэтти Паттисона начиналась в клубе «Ньюкасл Юнайтед». За соро́к Паттисон сыграл 10 матчей, дебютировав во встрече с «Вест Бромвич Альбион».
В ноябре 2007 Паттисон был отдан в аренду в «Норвич Сити». Сыграв 10 матчей, 4 января 2008 года Гленн Рёдер предложил подписать с Паттисоном 3,5 годовой контракт. Контракт был подписан. За Норвич, на этот момент, Паттисон сыграл уже 41 матч.

## Личная жизнь
Мэттью Паттисон был арестован полицией за вождение в нетрезвом состоянии. В момент задержания он находился за рулем в нижнем белье и комнатных тапочках, сообщает британская газета Daily Mirror (2007 год). Как оказалось, после поражения от «Шеффилд Юнайтед» (0:2) он напился в одном из ночных клубов, а воскресным утром в состоянии тяжелого похмелья ошибочно решил, что опаздывает на тренировку (занятий в клубе тот день вообще не было). Пэттисон запрыгнул в автомобиль и помчался по направлению к тренировочной базе. В итоге 21-летний спортсмен привлек внимание полицейских ездой со значительным превышением скорости. А возле спорткомплекса нетвердо державшегося на ногах Пэттисона арестовали. 31-го марта футболист предстал перед судом, который приговорил его к принудительному лечению от алкоголизма.